# Jonathan Leites
Jonathan Leites, vollständiger Name Jonathan Andrés Leites Álvarez, (* 22. August 1990 in Montevideo) ist ein uruguayischer Fußballspieler.

## Karriere

### Verein
Der 1,75 Meter große Defensivakteur Leites gehörte zu Beginn seiner Karriere bereits mindestens 2007 der Jugendmannschaft und in der Spielzeit 2010/10 dem Erstligakader des Danubio FC an. Bei den Montevideanern bestritt er in jener Saison vier Spiele in der Primera División. Ein Tor erzielte er nicht. Ende Februar 2012 verließ er Danubio und schloss sich auf Leihbasis Boston River an. Von dort wechselte er im Juli 2015 zum Huracán Football Club.

### Nationalmannschaft
Leites war Mitglied der von Ángel Castelnoble trainierten uruguayischen U-15-Auswahl, die bei der U-15-Südamerikameisterschaft 2005 in Bolivien teilnahm. Er gehörte der uruguayischen U-17-Nationalmannschaft an und war Teil des Kaders bei der U-17-Südamerikameisterschaft 2007 in Ecuador.